# لوغان فونتين
لوغان فونتين (بالفرنسية: Logan Fontaine)‏ هو سباح فرنسي، ولد في 25 مارس 1999 في أرجينتان في فرنسا.

## وصلات خارجية
- لوغان فونتين على موقع الاتحاد الدولي للسباحة (الإنجليزية)
- لوغان فونتين على موقع SwimRankings.net (الإنجليزية)
- لوغان فونتين على موقع اللجنة الأولمبية الفرنسية (مؤرشف) (الفرنسية)